# Trichinella britovi
Trichinella britovi är en rundmaskart. Trichinella britovi ingår i släktet trikiner, och familjen Trichinellidae. Arten är reproducerande i Sverige.